# Волинська гарячка
Воли́нська гаря́чка (син.: гарячка окопна, траншейна, п'ятиденна пароксизмальна, молдавсько-валахська, хвороба Вернера-Гіса, англ. trench fever, quintan fever, Wolhynian fever) — гостра інфекційна хвороба, яку спричинює Bartonella quintana, Хворобу переносить та передає платтяна воша. Волинська гарячка характеризується повторними чотири-п'ятиденними нападами гарячки, болем у кістках і м'язах, розеольозним висипом.
Раніше ця хворобу тривало відносили до рикетсіозів, однак на сьогодні її класифікують до групи бартонельозів як і системний бартонельоз (хвороба Карріона/гарячка Оройя — перуанська бородавка), хворобу котячих подряпин, бацилярний ангіоматоз, бацилярний пурпурний гепатит. Хоча й надалі подекуди «традиційно» волинську гарячку нерідко продовжують розглядати як представника групи так званих «пароксизмальних рикетсіозів», це є застарілим і помилковим згідно багатьох етіологічних, епідеміологічних, патогенетичних та клінічних факторів. Багато бартонельозів на теперішній час вважають опортуністичними інфекціями, що відбуваються у людини при зниженні імунітету.

## Історичні відомості

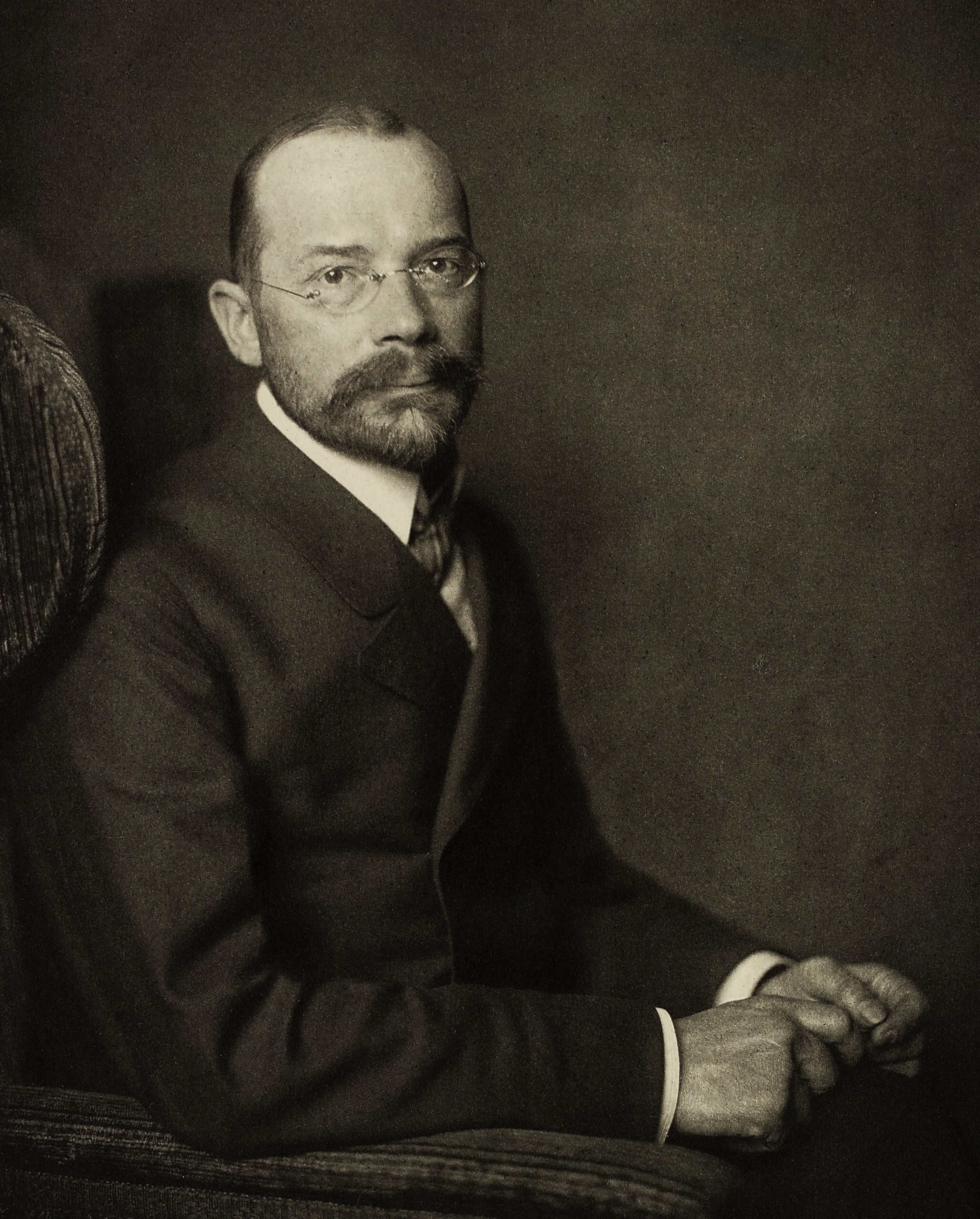
Один з перших дослідників волинської гарячки — швейцарський анатом та кардіолог Вільгельм Гіс.

Подібні на волинську гарячку спалахи часто відзначали під час воєн протягом Середньовіччя, але тоді нерідко її описували під збірною назвою «тиф», «гарячка». Недавні дослідження методикою «суїцидальної ПЛР» решток зубів загиблих французьких солдатів часів франко-російської війни 1812 року, залишків платтяних вошей, знайдені під Вільнюсом, показали наявність в них ДНК збудника волинської гарячки. Так само ДНК цього збудника знайшли в зубах людських трупів у військовому похованні в Німеччині. Проведено такою ж методикою у Франції дослідження вмісту зуба людини, що померла 4 тисячі років по тому, теж виявили ДНК цього збудника. Це свідчить, що волинська гарячка циркулювала серед людей здавна. Під назвою молдавсько-валахської гарячки хвороба представлялася у сповіщеннях з фронту під час російсько-турецької війни протягом 1877—1878 років.

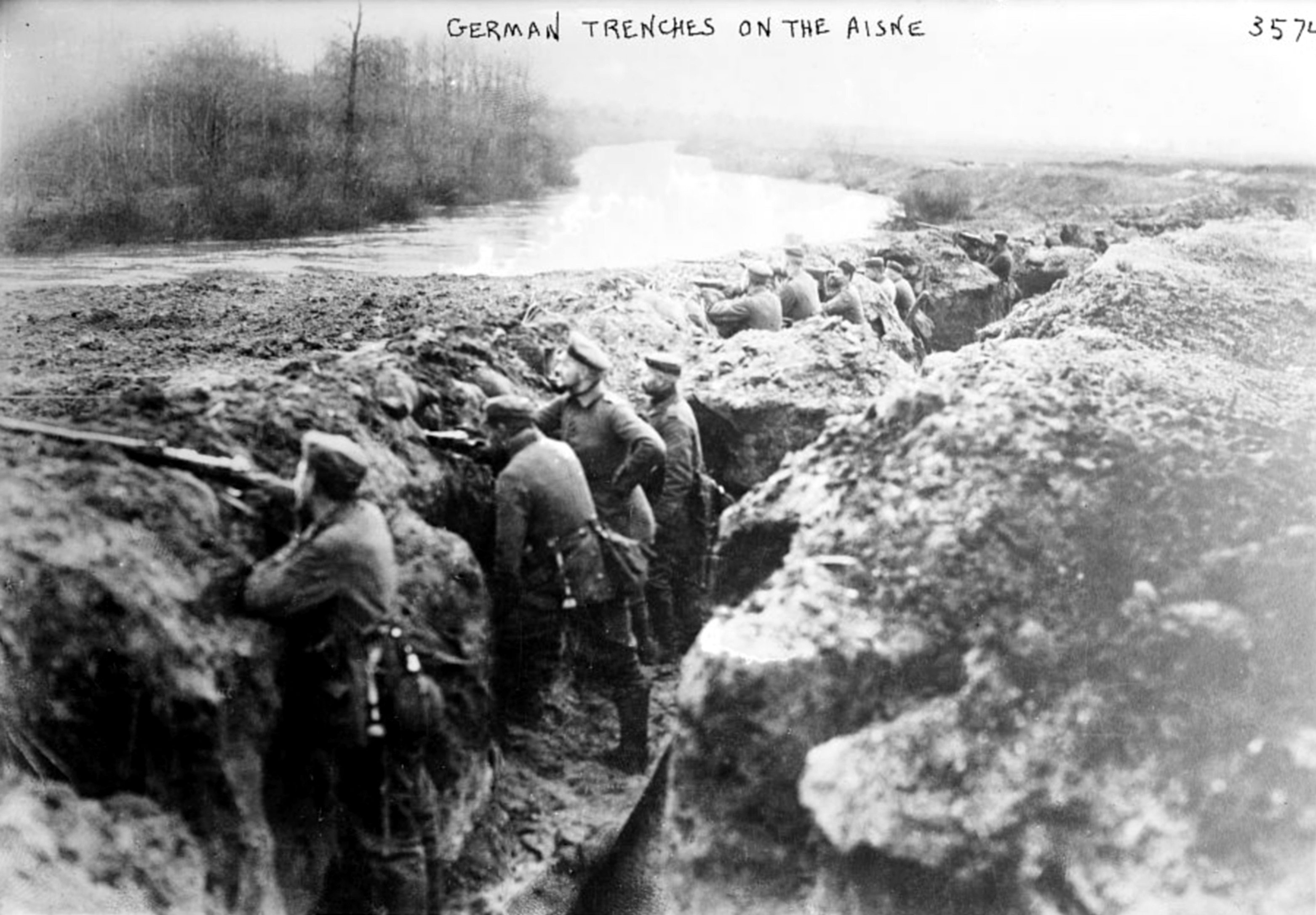
Німецькі окопи на Східному фронті під час Першої світової війни.

Але достовірно з медичної точки зору про окопну епідемічну хворобу вперше повідомили в грудні 1914 року під час Першої світової війни на Східному фронті, через те, що позиційні військові окопні протистояння відбувалися досить тривалий час на Волині. Вже у вересні 1915 року М. Грехем опублікував перший детальний опис клінічних проявів хвороби. Але найретельніший опис захворювання надали Генріх Вернер і Вільгельм Гіс,, тому нерідко недугу називали хворобою Вернера-Гіса. За період війни в окопах воюючих країн на всіх фронтах на волинську гарячку перехворіло понад 1 млн осіб. Незважаючи на більш-менш легкий перебіг з військової точки зору окопна гарячка однак виявилася однією з найбільш значущих причин втрат у військах за рахунок захворюваності — наприклад, до 1/3 англійських та французьких, до 1/5 німецьких та австрійських солдат до кінця війни перехворіли на цю хворобу. Серед відомих людей, що перехворіли тоді на волинську гарячку, були відомі письменники Джон Рональд Руел Толкін, Алан Александр Мілн, Клайв Стейплз Льюїс.
 Тому військові держави прагнули визначити суть цієї проблеми. До кінця війни з'ясували, що переносником хвороби є платтяні воші, що більше хвороба поширена на «теплих» фронтах — Східному, італійському. Через велику захворюваність на цю хворобу в окопах на території Волині вона й отримала певну назву, яка поряд з назвами «окопна» та «траншейна» була поширена в медичній літературі того часу. У 1917 році А. Шмінке опублікував роботу, де був вперше описав безпосереднього збудника хвороби, якого виділили з розеольозних висипань хворих.
Із закінченням Першої світової війни волинську гарячку практично перестали реєструвати. Спалах її відбувся під час Другої світової війни, з найбільшою інтенсивністю знову саме в районі Волині, однак в цю війну через більш мобільний її характер, що не передбачав тривале перебування в окопах, та ефективнішу боротьбу з вошами захворюваність на волинську гарячку була меншою. З часів Другої світової війни великі епідемії хвороби перестали відбуватися, однак волинську гарячку періодично стали виявляти у вигляді спорадичних випадків у різних регіонах світу з 1990-х років. Тільки в 1969 році Д. У. Вінсон з співавторами зміг підтвердити постулати Коха для цієї хвороби — отримати від хворого на волинську гарячку чисту культуру збудника та цією культурою заразити добровольця, у якого розвинулась типова хвороба.

## Актуальність
На сьогодні хворобу виявляють на всіх континентах, окрім Австралії та Антарктиди, найбільше в США, Франції, Польщі, Китаї, Чаду, Бурунді та ін. Антитіла до збудника знайшли в США у значній кількості серед безхатченків (до 16 %) та ВІЛ-інфікованих. Ці випадки пов'язані з поганими санітарними умовами, відсутністю бодай-яких гігієнічних заходів, алкоголізмом і недоїданням, бездомністю та бідністю — тими факторами, що є поширеними й під час війни. Проведені в останні роки дослідження показують, що волинська гарячка зустрічається частіше, ніж клінічно її виявляють, і що багато випадків клінічно перебігає малосимптомно або субклінічно. Але простежені й випадки хронічного перебігу у вигляді ендокардиту, лімфаденопатії та бацилярного ангіоматозу. До середини 1990-х років, допоки в Україні проводили епідеміологічні серологічні дослідження на антитіла до волинської гарячки, виявляли людей в окремих регіонах з позитивними серологічними реакціями після перенесеної нерозпізнаної гарячкової хвороби. Є припущення, що зоонозний кліщовий пароксизмальний рикетсіоз, який за клінічними проявами дуже нагадує волинську гарячку, може бути первинним захворюванням у природі, з якого у антропонозному середовищі сформувалась епідемічна волинська гарячка. Тому вона є епідемічною формою, а от кліщовий пароксизмальний рикетсіоз — спорадичною.
Збудника волинської гарячки віднесено до тих біологічних агентів, які офіційно визнано чинниками біологічної зброї.

## Етіологія
Збудника волинської гарячки на сьогодні класифікують як Bartonella quintana (Bartonella названа на честь аргентинського бактеріолога перуанського походження Альберто Бартона, який виявив першого представника цієї родини, а «Quintana» з латині означає п'ятиденна). Збудник належить до численного роду Bartonella, родини Bartonellaceae, порядку Rhizobiales, класу α-протеобактерій. З моменту свого відкриття збудника віднесли до родини рикетсій (так звана група «пароксизмальних рикетсіозів»), але в 1993 році його звідти прибрали та включили вже до бартонел.
Ці бактерії поліморфні, грамнегативні, рухомі, спор та капсул не утворюють, факультативні внутрішньоклітинні паразити, анаероби. Для їх зафарбовування використовують метод Романовського—Гімзи. Колір залежить від форми. В. quintana культивують на твердих поживних середовищах та безклітинних рідких середовищах із додаванням 5 % вуглекислого газу. Вони не розмножуються у жовтковому мішку курячих ембріонів. Оптимум температури для розмноження +28-30°С. В. quintana є малопатогенною для лабораторних тварин і малочутливою до дезінфекційних засобів. Має токсичні ліпополісахариди, а також фактори, що пригнічують імунну відповідь.

## Епідеміологічні особливості

### Джерело і резервуар інфекції

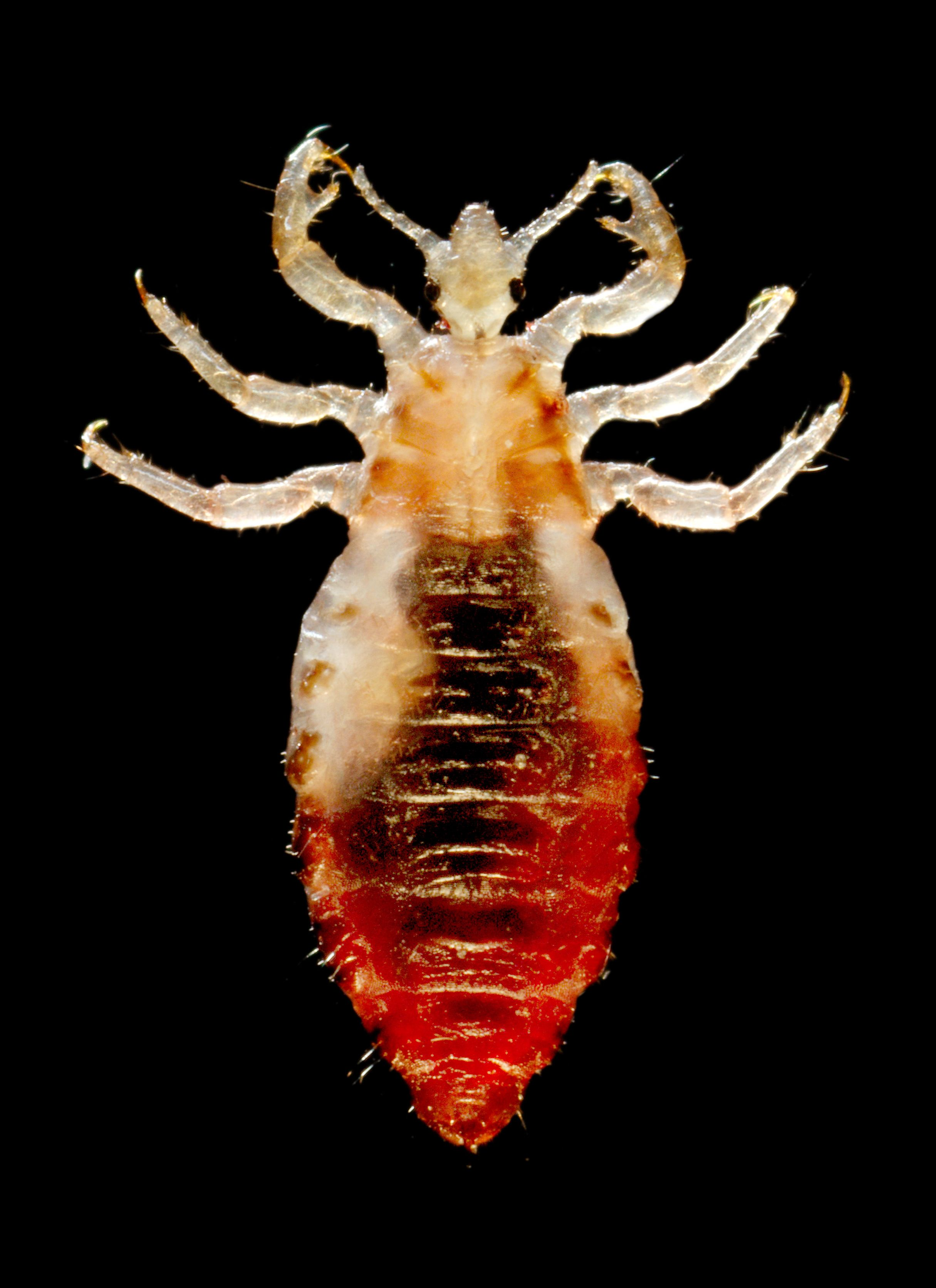
Платтяна воша

Джерелом інфекції є людина, хвора на гостру форму хвороби, реконвалесценти (до 300—400 днів у крові мають бартонел), а також хворі на хронічну форму, як це встановлено в останні роки. Є припущення, що існують джерела та резервуари у тварин в природних умовах. Виявлена останнім часом В. quintana у хатніх котів, хоча їх не вважають джерелом інфекції. Можливо, що так званий «пароксизмальний рикетсіоз», що був виявлений серед людей наприкінці 1940-х років в західних регіонах України та з того часу його більше не реєстрували, є природною формою волинської гарячки, при якому збудника виділяли у хворих людей та дрібних нехатніх гризунів. Однак через те, що матеріали досліджень не збереглися, встановити це у наш час неможливо. Дослідження серед диких тварин у природних умовах поки що не виявили В. quintana в них.

### Механізм і фактори передачі

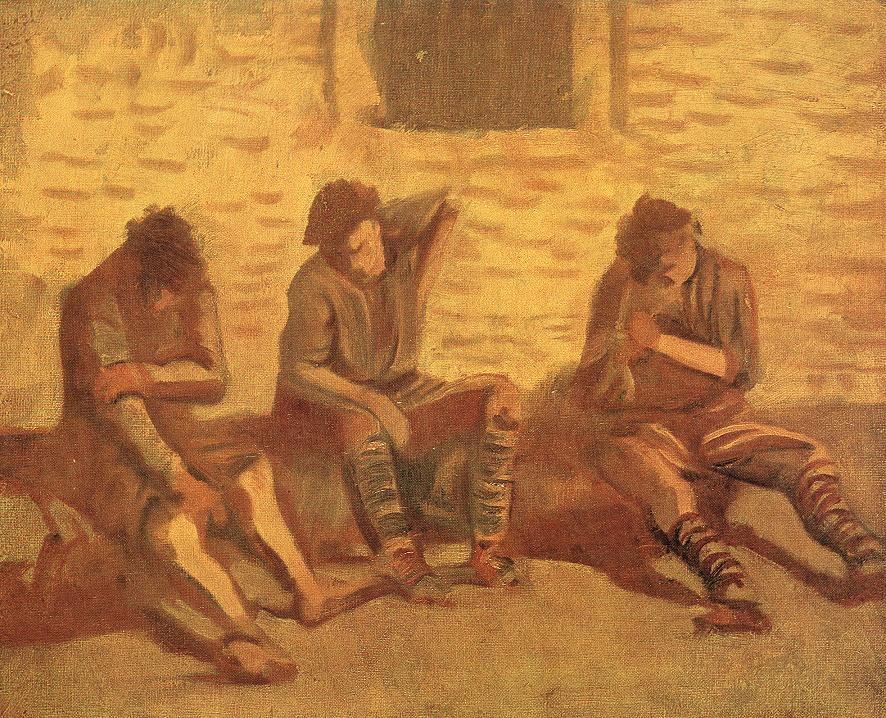
Вояки, що давлять вошей (Ласло Меднянскі, олійна фарба, 1915 р.).

Волинську гарячку відносять до хвороб з трансмісивним механізмом передачі збудника. Переносник — платтяні воші Pediculus humanus humanus. Під час смоктання крові у воші відбувається дефекація, а в ділянці рани ці продукти життєдіяльності спричинюють у людини свербіж. Таким чином, розчухуючи місце укусу, людина заносить фекалії в рану. Воші стають заразними через 5-16 днів після контакту з хворою людиною, коли в їхньому кишечнику накопичується достатня кількість бартонел. Зараження відбувається так само, як і при епідемічному висипному тифі — під час втирання екскрементів вошей, решток роздавлених ектопаразитів у пошкоджену шкіру. Можливе також зараження через забруднені екскрементами вошей речі. Так як збудник стійкий до факторів довкілля, можливий і аерогенний шлях зараження, з контамінованим бартонелами пилом, коли вони потраплять на мікроушкодження слизових рота, носа чи ока.

### Сприйнятливий контингент та імунітет
Сприйнятливість висока. Під час спалахів захворюваність дітей та дорослих не відрізняється. Пік захворювання припадає на зимово-весняний період. Імунітет нестійкий, можливі рецидиви.

## Патогенез
Після проникнення збудника через ушкоджені шкірні покриви або слизові оболонки в організм, бартонели з током крові потрапляють в м'язи, паренхіматозні органи і кістковий мозок. Далі збудник розмножується позаклітинно, потрапляє в кров, що обумовлює бактеріємію та токсемію. Ліпополісахариди пригнічують рецептор TOL-4, що є головним захистом клітин організму проти бактеріальних токсинів. Відбувається ураження ендотелію та еритроцитів, де збудник розмножується з формуванням відповідних бартонельозних включень. При цьому завдяки факторам бартонел пригнічується апоптоз, збільшується утворення прозапальних цитокинів, проявляється ангіоматоз із можливою оклюзією судин. Збільшення виробки інтерлейкіна-10 моноцитами під впливом збудника призводить до слабкої імунної відповіді і можливості формування хронічного перебігу. При цьому виразного тромбонекротичного запалення ендотелію судин немає, геморагічний синдром не розвивається. Поява антитіл призводить урешті-решт до видужання. Через доброякісний характер хвороби відсутні значні патоморфологічні дослідження, не з'ясовано багато ланок патогенезу волинської гарячки.

## Клінічні прояви

### Класифікація й інкубаційний період
Згідно МКХ-10 вирізнять «Траншейну гарячку» А79.0. Однак в Україні використовують традиційно іншу назву хвороби — «Волинська гарячка».
Інкубаційний період триває 5-20 днів.

### Типова клінічна картина хвороби

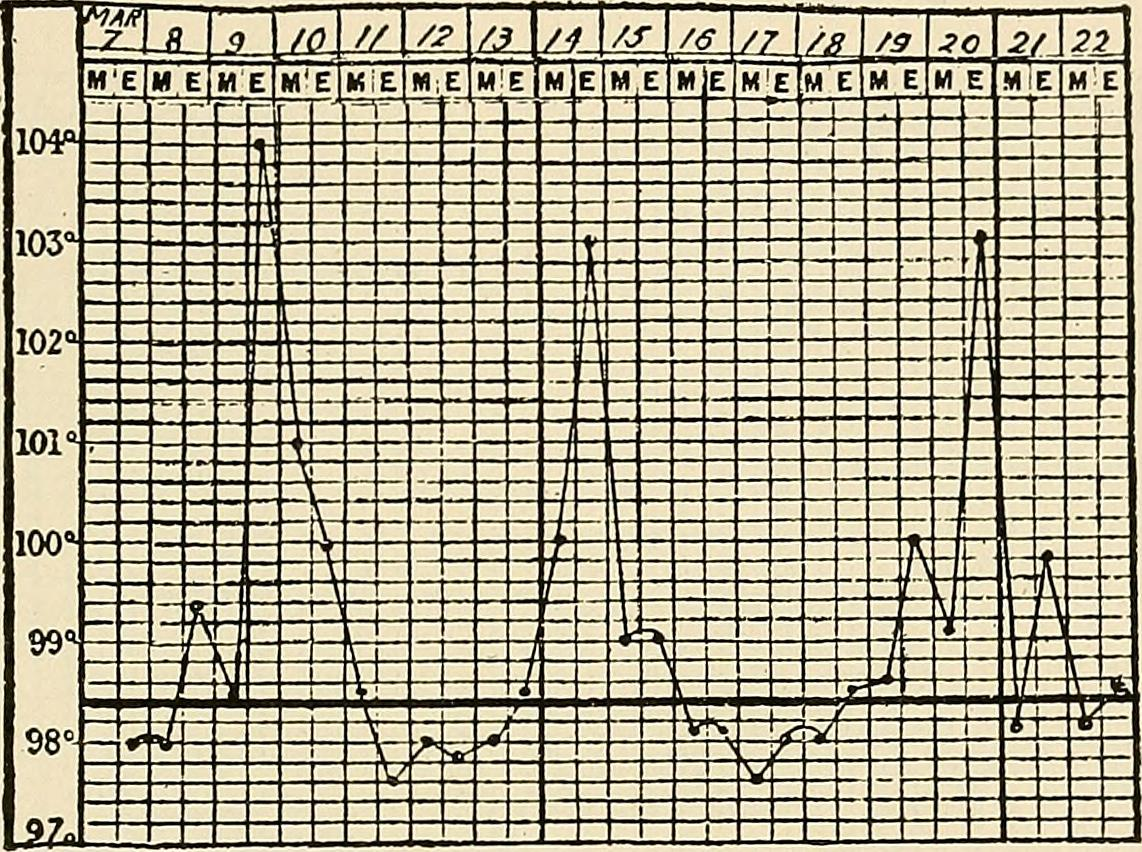
Температурна крива при волинській гарячці.

#### Характеристика гарячки
Хвороба починається досить часто так гостро, що хворі можуть вказати не тільки день, але й час захворювання.
Найбільш характерною клінічною ознакою є гарячка з короткочасними нападами. Напад гарячки може тривати 3-7 днів, найчастіше 4-5. Під час нападів гарячки стан досить тяжкий. Після нападу гарячки настає період апірексії тривалістю 3-8 днів. В середньому може бути до 4-х нападів, Навіть після закінчення нападу зберігається субфебрилітет протягом 7-10 днів.

#### Характеристика інтоксикації
Симптоми інтоксикації посилюються у нічний та вечірній час. Хворі скаржаться на головний біль, біль у кістках та м'язах. Біль у них настільки сильний, особливо у гомілках та попереку, що хворі не можуть ходити, сидіти, навіть ворушитися у ліжку. Загальними скаргами є загальна слабкість, сонливість, млявість, втрата ваги. Є певний набряк обличчя та гіперемія кон'юнктив. При надавлюванні на очні яблука виникає сильна болючість. Іноді можуть бути помірні менінгеальні симптоми. На висоті гарячки з'являється жовтушність склер, відбувається гепатоспленомегалія (поєднане збільшення печінки і селезінки), бувають шлунково-кишкові розлади іноді зі значним блюванням та діареєю, виразна тахікардія, зниження артеріального тиску й задишка.

#### Характеристика висипу
Вже протягом першого нападу гарячки з'являється висип — розеольозний, рідше плямисто-папульозний. Локалізується на спині та животі, згодом може поширюватись на кінцівки. Окремі плями іноді зливаються в еритематозні поля. Висип зникає через 3 дні після закінчення першого нападу гарячки, не залишає пігментації й зрідка може знову виникати під час наступних нападів.

#### Інші варіанти перебігу
Рідко зустрічається такий перебіг, при якому формується постійна гарячка, яка разом з виразним інтоксикаційним синдромом зберігаються довгий час протягом 5-6 тижнів.
Описані легкі ситуації, коли буває лише 1 напад гарячки. Досить часто зустрічається субклінічний перебіг, який характеризується відсутністю клінічних проявів, але наявністю бактеріємії.
Хронічний перебіг є або з розвитком ендокардиту, або генералізованої лімфоаденопатії з переважним ураженням вузлів шиї та середостіння. Не завжди при цьому є значна гарячка, частіше субфебрилітет. При імунодефіциті хронічний перебіг характеризується виникненням бацилярного ангіоматозу, що проявляється формуванням шкірних вузликів різного кольору в одній чи декількох анатомічних ділянках. Є регіонарна лімфоаденопатія, субфебрилітет.
Одужання після волинської гарячки відбувається повільно, притаманна цьому тривала астенізація.

## Ускладнення
Гнійно-септичні або активація вторинної флори. Смерть відбувається тільки при розвитку ендокардиту з ураженням як аортального, так і мітрального клапанів, розвитком гострої серцевої недостатності, тромбоемболії.

## Діагностика

### Клінічна діагностика
Ґрунтується на наявності вошивості, появи типової гарячки з нападами та періодами нормальної температури тіла (апірексії), значним болем у гомілках та попереку, появою висипу. У клінічному (загальному) аналізі крові відзначається лейкоцитоз, помірна тромбоцитопенія.

### Специфічна діагностика
Можлива бактеріологічна діагностика, але вона спрацьовує не завжди, потрібна висока кваліфікація лаборантів. За сучасними рекомендаціями кров хворих сіють на шоколадний агар та рідке бульйонне середовище. Збудник виділяють при температурі +33°С. Одним із методів також є ПЛР — найбільш достовірний метод дослідження. Його проводять як з кров'ю, так і з тканинами хворого. Використовують РНІФ, ІФА. Реакція зв'язування комплементу (РЗК) стає позитивною на (15-20) день хвороби і в невисоких титрах (1:32-1:320). Мінімальні діагностичні титри (1:32-1:64). На даний момент в Україні діагностикуми для визначення волинської гарячки не виробляються.

## Лікування
Головним напрямком є етіотропна терапія. Рекомендують при гострому перебігу доксициклін по 0,1г 2 рази на добу 14-28 днів, комбінувати в тяжких випадках з гентаміцином 3 мг/кг в/м 14 днів. При хронічному перебігу таку комбінацію використовують з більш тривалим призначенням доксицикліну аж до 3-4 місяців. При хронічному перебігу можуть застосовуватися й макроліди (азитроміцин) та цефтріаксон. При ендокардиті може виникнути потреба в хірургічному втручанні на клапанах.
При гарячці призначають дезінтоксикаційну терапію, регідратацію. Анальгетики доцільні при наявності сильного болю в гомілках та попереку.
Після виписки здійснюють амбулаторне спостереження 2-3 місяці для виявлення можливої хронізації.

## Профілактика
Полягає переважно в запобіганні інфікування населення. Важливе значення в попередженні захворювання мають виявлення та ліквідація вошивості серед населення, проведення дезінсекції, санітарної обробки. Основним профілактичним заходом є виявлення і реєстрація осіб з педикульозом при проведенні медичних оглядів в організованих колективах (дитячих дошкільних закладах, школах, школах-інтернатах, літніх таборах, військових колективах тощо). Виявлених інфікованих осіб необхідно ізолювати. Також проводять спостереження за контактними особами протягом усього інкубаційного періоду. Так, як людина довгий час є безсимптомним носієм, небажано бути донором. Специфічна профілактика не розроблена.